# Agramatismo
El agramatismo es una dificultad en el uso correcto y comprensión de la gramática observada en pacientes con afasia de Broca. 
Este término fue propuesto inicialmente por Kussmaul en 1887 para referirse a la dificultad para formar palabras gramaticalmente correctas (trastorno en la morfología) y utilizar el orden correcto de las palabras en una oración (trastorno en la sintaxis). El agramatismo implica omisiones de elementos gramaticales en el lenguaje (morfemas gramaticales) como son las preposiciones y los artículos. Los pacientes con agramatismo también tienen dificultades para comprender la gramática del lenguaje y de hecho el agramatismo se manifiesta en todas las tareas lingüísticas orales y escritas.
Un ejemplo: Hospital deprisa tres horas inyección: (Me llevaron) deprisa (al) hospital (en torno a las) tres horas, (y me pusieron una) inyección.